# Β-Hydroksy-3-metylofentanyl
β-Hydroksy-3-metylofentanyl, ohmefentanyl – organiczny związek chemiczny, syntetyczny opioid (pochodna fentanylu) objęty Jednolitą konwencją o środkach odurzających z 1961 roku (wykazy I i IV). W Polsce jest w grupach I-N i IV-N Ustawy o przeciwdziałaniu narkomanii.